# 于建华 (武警)
于建华（1960年—），山东济南人，中国人民武装警察部队中将。
1977年1月参加工作，毕业于中国人民公安大学。曾任浙江省公安消防总队副总队长。2005年6月任河南省公安厅党委委员、省公安消防总队总队长。2009年1月，任公安部消防局副局长。2014年10月，任公安部消防局局长、党委副书记。2017年5月，任公安部消防局局长、党委书记。2017年12月，任武警部队副司令员。
2010年7月，晋升武警少将警衔。2019年7月，晋升武警中将警衔。